# Acasto
Acasto, na mitologia grega era filho de Pélias e rei de Iolco na Tessália.

## Família
Seu pai, Pélias, filho de Posidão (Poseidon) e Tiro, casou-se com Anaxíbia, filha de Bias ou Filômaca, filha de Anfião, e teve um filho, Acasto e várias filhas, Pisídice, Pelópia, Hipotoe e Alcestes.
Pélias, por medo de Jasão, filho de seu meio-irmão Esão, o enviou à Cólquida para buscar o velo de ouro. Acasto foi um dos argonautas desta expedição.
Durante a expedição dos argonautas, Pélias quis matar Esão, mas este pediu para se suicidar, o que fez bebendo o sangue do touro sacrificado; em seguida a mãe de Jasão se suicidou por enforcamento, deixando um filho menor Promachus, que foi assassinado por Pélias.
Quando Jasão retornou e entregou o velo de ouro a Pélias, ele quis se vingar, mas não tinha forças, se exilou e pediu a Medeia para bolar um plano. Ela, então, convence as filhas de Pélias de que se elas cortassem o pai e o cozinhassem, ele seria jovem de novo - e ele morreu assim.
Acasto, porém, enterrou seu pai e expulsou Jasão e Medeia de Iolco. Segundo outra versão, Jasão entregou o reino a Acasto e cuidou das filhas de Pélias, fazendo com que elas se casassem com homens de renome.

## Rei de Iolco
A sua esposa Astidamia apaixonou-se por Peleu.  Peleu havia sido purificado por Acasto após haver morto, acidentalmente, seu sogro Euritião, durante a caçada ao javali calidônio.
Quando Peleu a rejeitou, Astidamia enviou uma mensagem à esposa de Peleu, Antígona, de que Peleu iria se casar com Estérope, filha de Acasto; Antígona suicidou-se quando soube da notícia. Em seguida, ela acusou-o de a ter violado. Acasto não poderia matar um homem que ele havia purificado, levou-o a uma caçada, e o abandonou, sem espada. Ele seria morto pelos centauros, mas foi salvo por Quirão, que devolveu sua espada.

## Fim do reinado
Peleu, depois ter sido pai de Aquiles, foi ajudado por Jasão e os gêmeos Castor e Pólux. Eles saquearam Iolco e desmembraram Astidamia.  O reino então passa para o filho de Jasão, Téssalo.
No texto atribuído a Díctis de Creta, Acasto é rei na Tessália até depois que Odisseu retorna para Ítaca. Neoptólemo, quando estava entre os molossos consertando seus navios, descobre que Acasto havia expulsado seu avô Peleu. Neoptólemo encontra o avô escondido em uma caverna, descobre o que havia acontecido, e assassina dois filhos de Acasto, Melanipo e Plístenes, que estavam caçando na região. Em seguida, usando as vestes de Mestor, filho de Príamo que ele havia trazido como escravo de Troia, ele se apresentou a Acasto como se fosse Mestor, e disse que Neoptólemo estava cansado, e dormindo na caverna. Acasto, querendo se vingar do seu inimigo, foi até a caverna, onde Tétis o repreendeu por seus crimes contra a casa de Aquiles e contra os deuses. Tétis, porém, não deixou que Neoptólemo matasse Acasto, e este renunciou ao reino.

## Filhos
Pseudo-Apolodoro registra o nome de algumas filhas de Acasto, porém sem mencionar quem seria a mãe:
- Estérope: utilizada por Astidamia para levar Antígona ao desespero, ao dizer que Peleu se casaria com ela.[7]
- Sthenele: esposa de Menécio, foi a mãe de Pátroclo, segundo uma das versões.[14]

Um escólio de Eurípedes cita dois filhos de Acasto, Archander e Architeles, que teriam expulsado Peleu de Iolco durante a Guerra de Troia. Díctis de Creta cita dois filhos seus, Melanipo e Plístenes, mortos por Neoptólemo.